# GIRLFRIENDS
『GIRLFRIENDS』（ガールフレンズ）は、2007年4月29日からCS放送フジテレビ721で放送されたテレビドラマ。

## 概要
- フジテレビ721での放送終了後、フジテレビ On Demandでも配信された。
- 当時の明治製菓（現：Meiji Seikaファルマ、菓子部門は明治となった。）が提供スポンサーだった。

## キャスト
- 藤崎ノエル（太田莉菜）…スタイル抜群で誰もがうらやむ美貌を持つ女子大生、21歳。
- 星川ナナ（NaNa）…ノエルの同級生、プロのダンサーを目指している
- 中村ハルヒ（牧野紗弥）…ノエルの同級生、純情で初恋一筋の女の子
- アンドリュー（Rory（ローリー））…英国貴族
- 葵（りりィ）…カフェ経営

## サブタイトル
1. ～春・ノエル～ 英国貴族に恋をした!（2007年4月29日）
2. ～夏・ナナ～ 衝撃の真実!恋か友情か?(2007年8月12日)
3. ～Christmas ハルヒ～(2007年12月16日)
4. LAST EPISODE St.Valentine's Day～最終回・運命の恋は誰の手に!?～（2008年2月3日）

## 主題歌
「ROCKS」（太田莉菜）

## スタッフ
- 制作…フジテレビドラマ制作センター
- プロデュース…東康之
- 脚本…相内美生
- 演出…緒方敬大
- 音楽…ARTIMAGE PROJECT